# Rode biet
De rode biet, gewestelijk kroot, (Beta vulgaris subsp. vulgaris var. ruba) is een wortelgewas uit de amarantenfamilie (Amaranthaceae) in het geslacht biet. De rode biet behoort, net als onder andere de suikerbiet, tot de bietensoort Beta vulgaris, ondersoort vulgaris. De plant wordt tot 80 cm hoog. Het woord 'biet' is een Oudgermaanse ontlening aan het Latijnse 'beta'.

## Teelt
Bij de teelt van rode bieten kunnen verscheidene teeltperioden onderscheiden worden:
- Zeer vroege teelt, waarbij gezaaid wordt van half februari tot half maart onder verwarmd glas, verspeend wordt in perspotten in koude of warme bak en in de eerste helft van april buiten wordt uitgeplant. De oogst valt tussen half mei en half juni.
- Vroege teelt, waarbij in maart ter plaatse gezaaid wordt. De oogst valt tussen 10 juli en eind juli.
- Herfstteelt, waarbij eind april tot begin juni ter plaatse gezaaid wordt. De oogst valt in september tot in november.
- Teelt voor conservering als kleine rode bietjes, waarbij in juni of begin juli dicht gezaaid wordt. De oogst valt in oktober tot in november.

Bij de vroege teelt is de plantafstand 25 cm tussen de rijen en 15 cm in de rij. Bij de latere teelten wordt een plantafstand van 30 (40) x 5 cm aangehouden.
De machinale oogst van rode bieten gebeurt met een klembandrooier.

### Rassen
De meeste rassen zijn rond tot platrond en vanaf 5 cm in diameter oogstbaar. Ze kunnen tot 10 cm in diameter worden. Er zijn ook lange en halflange rassen, die vooral geschikt zijn voor de bewaring, maar die worden bijna niet meer geteeld. De halflange rassen kunnen 20 tot 25 cm lang worden.
- Ronde rassen: Voor de vroegste teelten worden 'Egyptische Platronde', 'Alvro-Mono' en 'Gladoro' gebruikt. 'Alvro-Mono' heeft witte ringen binnen in de rode biet. Voor de latere teelten zijn er veel verschillende rassen beschikbaar.
- Halflange rassen: Cylindra
- Lange rassen: Carillon

## Inhoudstoffen
De voedingswaarde van 100 gram verse rode biet is:
| Energetische waarde | 159 kJ/38 kcal |
| Koolhydraten        | 7 gram         |
| Eiwit               | 2 gram         |
| Vet                 | 0,2 gram       |
| Vitamine C          | 5 mg           |
| Caroteen            | 0,01 mg        |
| Vitamine B1         | 0,02 mg        |
| Vitamine B2         | 0,03 mg        |
| Calcium             | 30 mg          |
| IJzer               | 1 mg           |

Verder zijn rode bieten rijk aan tyramine: 16 mg per 100 g.

## Ziekten en plagen
Rode bieten worden weinig aangetast door ziekten en plagen. Het bietekevertje (Atomaria linearis) en de bietevlieg (Pegomya hyoscyami) kunnen beschadiging veroorzaken. Van de schimmelziekten kan wortelbrand (Pleospora betae, anam. Phoma betae en soms Altenaria) wegval van jonge planten veroorzaken. Bij aantasting door schurft (Streptomyces spp.) ontstaan kurkachtige plekken op de rode biet, die soms later wratachtige vergroeiingen veroorzaken.

## Gebruik
De rode biet wordt als knol als groente gegeten, zowel rauw geraspt, gekookt als opgelegd. Rauw geraspt kan er een aardsmaak aanwezig zijn. Het is een belangrijk ingrediënt van borsjtsj, bodeun-bloedworst en rode chrein. Vroeger werd de rode biet een beetje als armemensenkost beschouwd omdat die op arme grond geteeld kon worden. Vandaag wordt deze meer als specialiteit aangeboden en is een veelvoorkomende groente in natuurrestaurants.
Uit de bietknol wordt ook de kleurstof betanine gewonnen, dat in de voedingsindustrie gebruikt wordt voor het kleuren van gerechten.
Kiemplantjes van de rode bieten (bietenspruiten) worden ook geteeld als voornamelijk bordgarnering. Deze kiemgroente wordt gekweekt uit speciaal bietenzaad, waarbij de jonge uitlopers van het pas ontkiemde zaad eetbaar zijn. Het wordt bedrijfsmatig gekweekt in afgedekte bakken. Het product wordt in de regel niet geconsumeerd, maar vanwege de rode kleur vooral als decoratie gebruikt. De spruit heeft een neutrale aardse smaak vergelijkbaar met die van rauwe rode bietjes. In juni 2011 kwam de bietenspruit in Europa in het nieuws als mogelijke drager van de EHEC-bacterie.